# Рикардо Мути
Рикардо Мути (на италиански: Riccardo Muti) е италиански диригент от Неапол с произход от Пулия.
През 2018 година продължава да е главен диригент на Симфоничния оркестър на Чикаго и на Младежкия оркестър Луиджи Керубини (на италиански: Orchestra Giovanile Luigi Cherubini), на който също така е и основател. На 1 януари 2018 година дирижира за пети път Новогодишния концерт на Виенската филхармония. В кариерата си е бил диригент на оперния фестивал Маджо музикале във Флоренция (на италиански: Maggio Musicale Fiorentino), Лондонската филхармония, Операта на Филаделфия, главен диригент на Ла Скала в Милано и на Залцбургер фестшпиле в Залцбург (на немски: Salzburger Festspiele). Сред записите и изпълненията му особено силно са застъпени творбите на Джузепе Верди.

## Отличия и награди
Почетен доктор на Университета в Павия (1996), на Университета в Барселона (2003), на Университета в Сиена (2007), на Свободния университет за езици и комуникации в Милано (2012), на Северозападния университет в Еванстън (2014) и на Неаполитанския университет „Федерико II“ (2014).
Офицер на Ордена на Почетния легион.
Носител на Федералния орден за заслуги (ФРГ).
- 2011 – Награда Биргит Нилсон[6]
- 2011 – Награда на принца на Астурия в раздел „Изкуство“.
- 2018 – Imperiale[7]